# 軸心國在第二次世界大戰中勝利

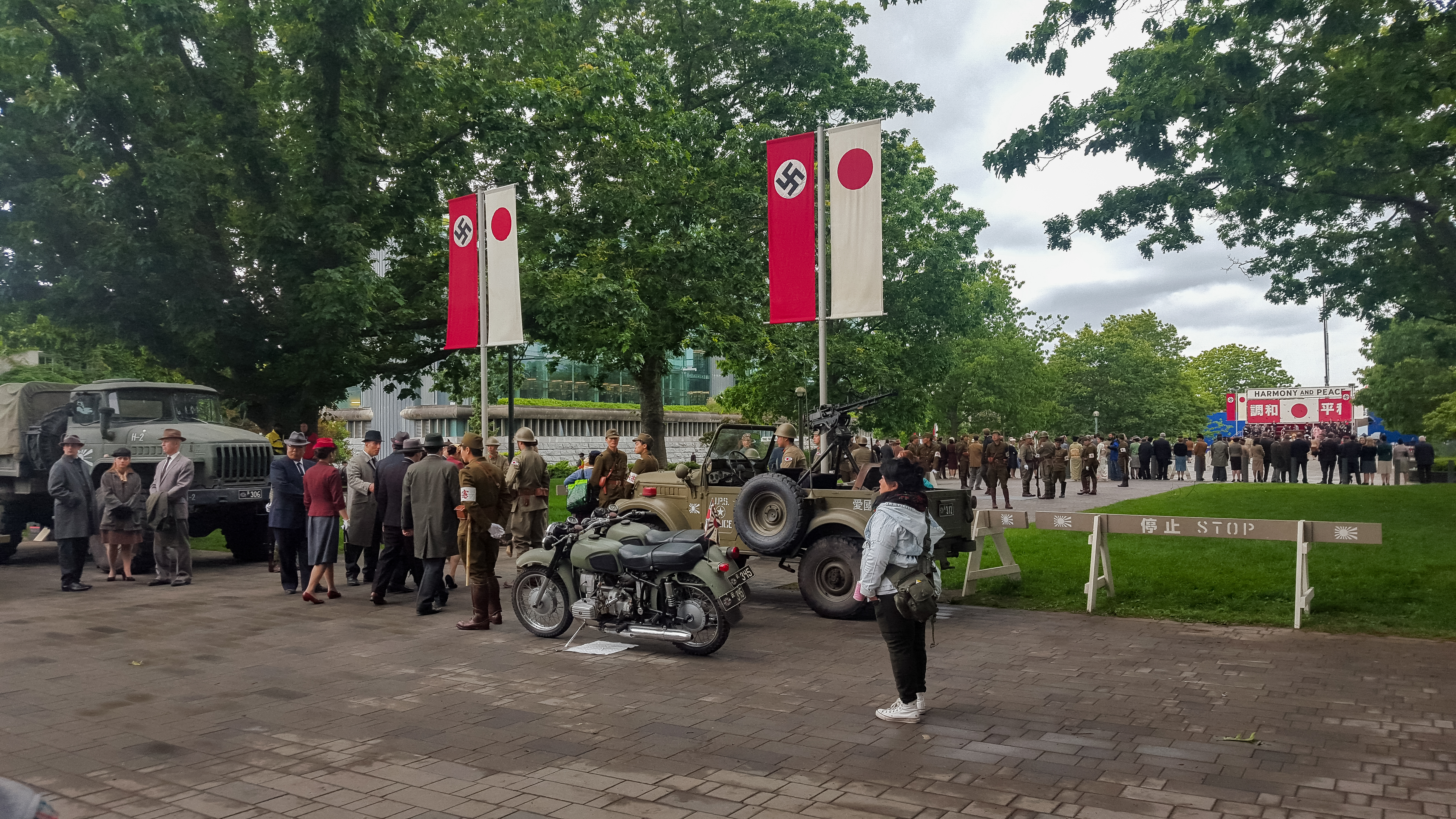
高堡奇人在溫哥華的拍攝場景

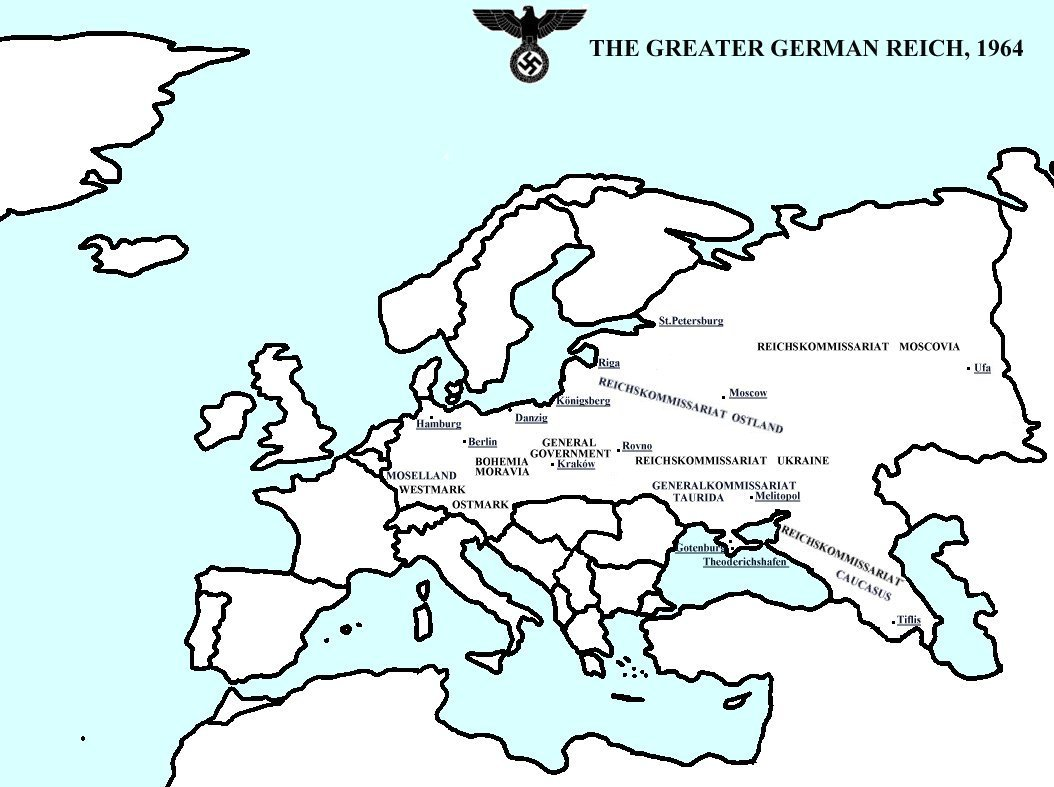
根據罗伯特·哈里斯的小说《祖国》繪製的德國佔領歐洲後的地圖。

軸心國在第二次世界大戰中勝利是一种架空歷史题材，即设定軸心國在二戰中的勝利，而非同盟國勝利。據調查顯示，该题材是英語世界中最流行的架空歷史之一（另一個為美國內戰架空歷史）。
这类架空歷史主要描述在德國、日本和意大利在第二次世界大戰中勝出後的世界格局。

## 軸心國的計劃

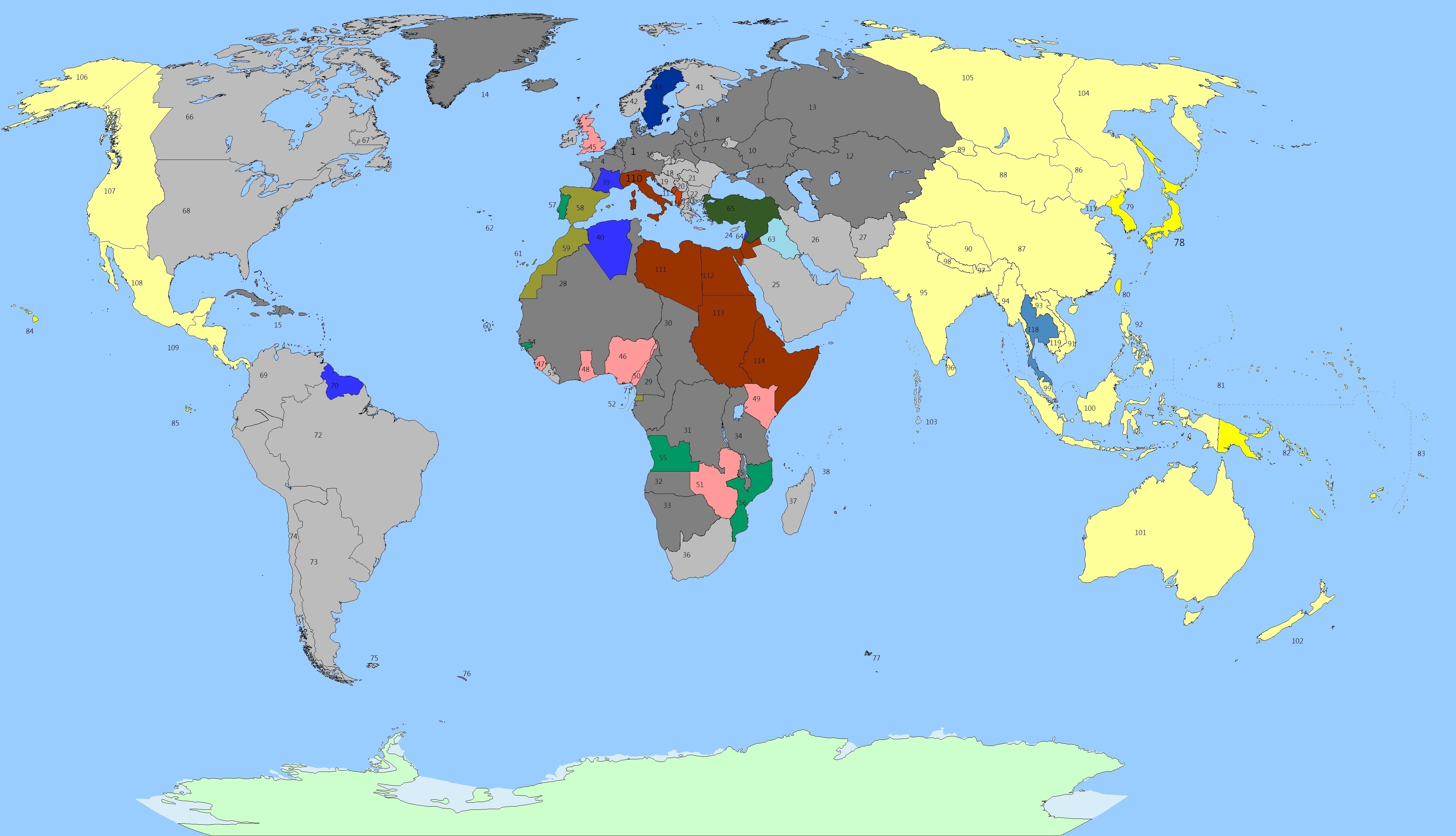
轴心国计划中瓜分世界的地图

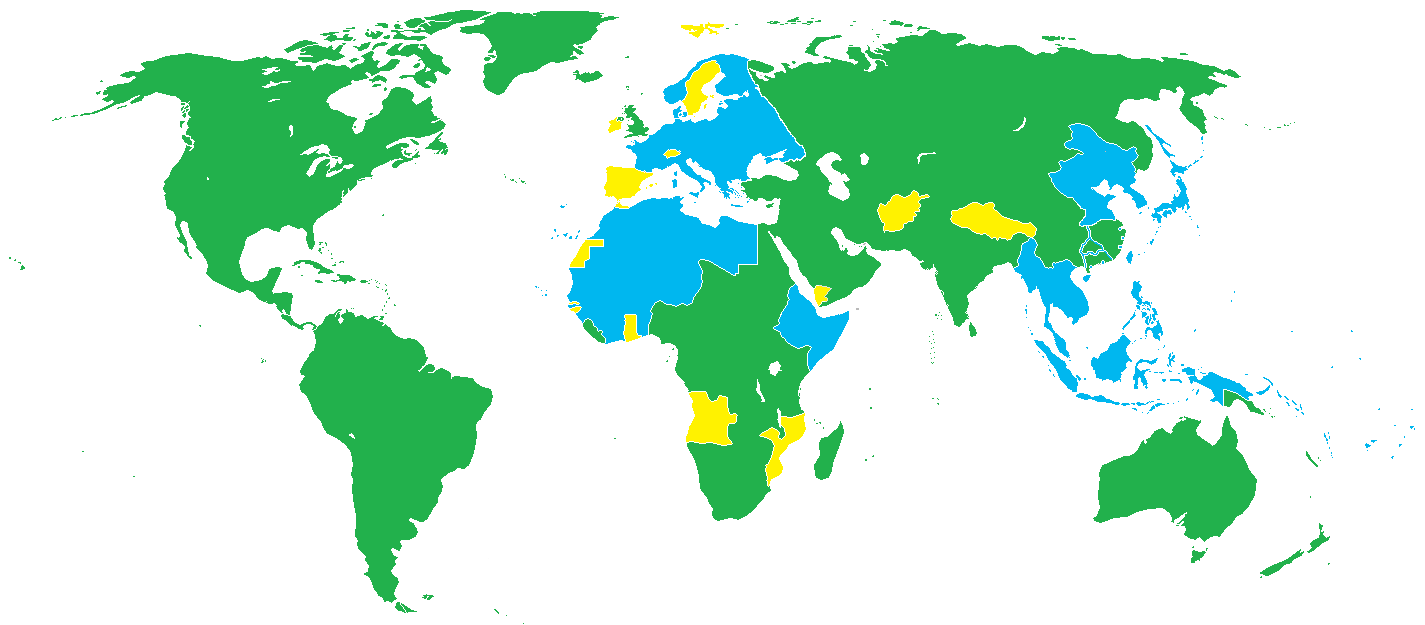
轴心国实际控制过蓝色的领土

軸心國本身也計劃了第二次世界大戰中戰勝後瓜分世界的規劃。
軸心國在合作之初，已開始進行世界規劃的計劃。

## 外部連結
- Alternate History: After the Nazis Won World War II by Fredric Smoler
- What if the Nazis had won? One fantasy imagines a more moderate Hitler by Gavriel David Rosenfeld
- "The World Hitler Never Made" （页面存档备份，存于）
- What if…the Nazis had won （页面存档备份，存于） NewScientist 20 August 2005 by Steve Fuller
- "The Afrika Reich" （页面存档备份，存于）